# Джампстайл

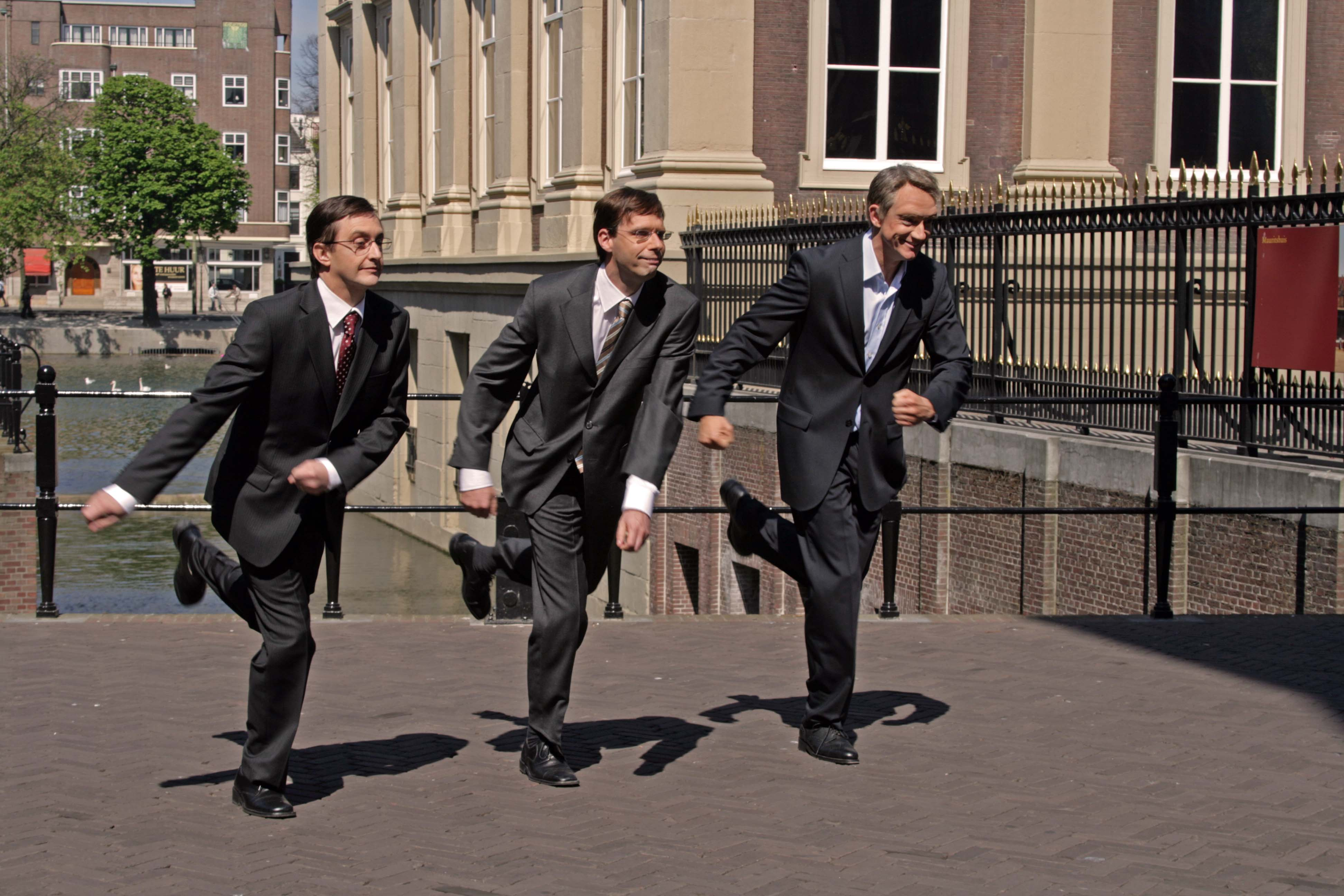
Джампстайл

Джампстайл (англ. Jumpstyle) — танцювальний і музичний стиль, який поширений в Європі в останні роки, в основному в Нідерландах, Бельгії, а також на півночі Німеччини та Франції. Танці проходять під енергійну електронну музику, кожен танцюрист на свій манір у ритм музики здійснює рухи, схожі на стрибки, за що стиль і отримав свою назву (jump — стрибок в перекладі з англійської). Якщо танцюристів декілька, то вони не повинні торкатися партнера. Вітаються несинхронні дії різними танцюристами.
Джамстайл з'явився в 1997 році в Бельгії.

## Музика
Музика, що супроводжує Джампстайл, є свого роду сумішшю Тех-трансу і Габбера. Її темп зазвичай коливається в районі 135 та 150 BPM. Однак можуть бути як більш повільні, так і більш швидкі композиції. Використовується менше семплів, ніж в хардстайлі або хардтрансі. У Франції зародився свій напрямок джампстайла — Френчтек (від англ. Frenchtek). В цьому напрямку ритм, як правило, трохи більше середньої швидкості решти Джампстайла. Також в мелодійної частини ухил робиться у бік індустріальних, шумових семплів, з яких, як правило, і складається мелодія. Характерна дісторширована бочка (або, як у техно, приглушена, або з характерним дісторшированим призвуком). Харджамп (або ж важкий джампстайл) в силу своєї швидкості і ударності сильно схожий на хардстайл. Бельгійський джампстайл (або олдскул джамп) вважається «класикою» джампстайла.

## Цитати
«Jumpstyle став способом життя, як і хіп-хоп та техно. Для мене це найкращий стиль для вечірок навколо . Немає іншого стилю, що примушує вас стати трохи скаженим і забути про всі ваші тривоги». — Koen Bauweraerts (DJ Coone)

## Відомі музиканти
- Zatox
- HeadHunterz
- Dark Oscilations
- Scooter (тільки альбом 2007 року «Jumping All Over the World»)
- Frontliner
- Hardstyle Mafia
- Technoboy
- Stylemasterz
- Headhunterz